# فج مولده (یمن)
 فج مولده  (در عربی:  فَج المَولدَة )
نام روستایی است در عزلهٔ (مخلاف العود)، در دهستان فَروَة از توابع استان صَعده در کشور یمن در شبه جزیره عربستان. 

## جمعیت
جمعیت آن (۲۹۰ ) نفر (۲۱ خانوار) می‌باشد.